# شلومي مراد
شلومي مراد هو لاعب كرة قدم إسرائيلي في مركز الوسط، ولد في 24 أغسطس 1989 في طبريا في إسرائيل. لعب مع مكابي كفر كنا.

## وصلات خارجية
- شلومي مراد على موقع قاعدة بيانات كرة القدم.إي يو (الإنجليزية)
- شلومي مراد على موقع Soccerway.com (الإنجليزية)